# 카라사와 타카히로
카라사와 타카히로(일본어: 唐澤 貴洋 からさわ たかひろ[*], 1978년 1월 4일 ~ )는 일본의 변호사이다. 인터넷 밈이기도 하다. 게이오기주쿠대학 종합정책학부를 졸업하였고, 와세다대학 법과대학원을 수료. 제1 도쿄 변호사 협회 소속.